# فابيو آبرو
فابيو آبرو (29 يناير 1993 في المملكة المتحدة - ) هو لاعب كرة قدم أنغولي في مركز الهجوم لعب سابقاً في و نادي الباطن السعودي و نادي خورفكان الإماراتي.

## وصلات خارجية
- فابيو آبرو على موقع قاعدة بيانات كرة القدم.إي يو (الإنجليزية)
- فابيو آبرو على موقع ناشيونال فوتبول تيمز (الإنجليزية)
- فابيو آبرو على موقع Soccerway.com (الإنجليزية)
- فابيو آبرو على موقع AS.com (الإسبانية)